# Moritz Pasch
Moritz Pasch (Breslau, Alemanha, atualmente Wrocław, Polônia, 8 de novembro de 1843 — Bad Homburg, 20 de setembro de 1930) foi um matemático alemão, especializado nos fundamentos da geometria.

## Biografia
Completou seu Ph.D. na Universidade de Wrocław (na época: Universidade de Breslau) com 22 anos de idade. Foi professor na Universidade de Giessen, onde orientou 30 doutoramentos.
Em 1882 publicou o livro Pasch, Vorlesungen über neue Geometrie, orientado para a mobilização da geometria euclidiana em mais precisas noções primitivas e axiomas, e maior atenção aos métodos dedutivos empregados para desenvolver o tema. Chamou a atenção para uma série de pressupostos até então despercebidos nos Elementos de Euclides. Argumentou que o raciocínio matemático não deve invocar a interpretação física dos termos primitivos, mas em vez disso, confiar apenas em manipulações formais justificadas por axiomas. Este livro é o ponto de partida para:
- Grande parte do trabalho de Giuseppe Peano e seus discípulos na geometria;
- Trabalho de David Hilbert em geometria e axiomática matemática em geral;
- Todo o pensamento moderno sobre os fundamentos da geometria euclidiana.[carece de fontes?]

Moritz Pasch é talvez mais lembrado pelo Axioma de Pasch:
"Dados três pontos {\displaystyle \scriptstyle A}, {\displaystyle \scriptstyle B} e {\displaystyle \scriptstyle C}, não colineares e uma reta {\displaystyle \scriptstyle r} no plano determinado por estes três pontos, e que não contém nenhum deles, se {\displaystyle \scriptstyle r}
passa por um ponto de {\displaystyle \scriptstyle {\overline {AC}}} então também passa por um ponto de {\displaystyle \scriptstyle {\overline {BC}}} ou de {\displaystyle \scriptstyle {\overline {AB}}}."
Em outras palavras, se uma linha que atravessa um dos lados de um triângulo, essa linha também deve atravessar um dos dois lados restantes do triângulo do mesmo.

## Obras selecionadas
- Vorlesungen über neuere Geometrie, Leipzig 1882
- Einleitung in die Differential- und Integralrechnung, Leipzig 1882
- Grundlagen der Analysis, Leipzig, 1908 Digitalisat